# موتو جي4
موتو جي4 عبارة عن مجموعة من الهواتف الذكية التي تعمل بنظام أندرويد والتي تنتجها شركة موتورولا للهواتف النقالة، وهي إحدى شركات لينوفو. هو الخليف للجيل الثالث من موتو جي، وتم إصداره لأول مرة في البرازيل والهند في 17 مايو 2016، وفي الأسواق الأخرى التالية.
مقارنةً بنماذج Moto G السابقة، قام G4 بتقسيم الخط إلى ثلاثة موديلات، مع النموذج الأساسي الذي تم ربطه باستخدام Moto G4 Play المنخفضة المستوى وطراز Moto G4 Plus المتطور بكاميرا مطورة وقارئ بصمات الأصابع.